# كيت روبرتس
كيت روبرتس (بالإنجليزية: Kate Roberts)‏ (و. 1891 – 1985 م) هي كاتبة للأطفال ويلزية، توفيت عن عمر يناهز 94 عاماً.

## التعليم
تعلمت في جامعة بانغور.

## روابط خارجية
- كيت روبرتس على موقع الموسوعة البريطانية (الإنجليزية)